# 羅宇彥
羅宇彥（2011年6月12日—）是台灣少棒選手，目前為臺中市西區忠孝國民小學畢業的棒球選手，目前就讀臺中市立中山國民中學。是其中一名代表中華台北參加2023年U-12世界盃棒球賽的選手，最終獲得18分的成績。

## U12棒球經歷
羅宇彥原本是要參加2022年的U12組比賽，不過他的偶像是那一年的U12棒球運動員的隊長，但是因為人報名滿了，所以他只能參加次年（2023年）的U12棒球比賽，羅宇彥曾經有一次跟另一個棒球運動與田君翰哥倆好，而且他也有連續5次和6次棒球獲勝。

## 國中軟聯比賽
羅宇彥面對新北市立福營國民中學終場4比3差一分險勝，連續7年國中軟式組8強。

## 基本資料
- 投打習慣：右投右打
- 守備位置：投手、捕手、內野手
- 出生地點：臺中市

## 經歷
- 臺中市西區忠孝國民小學
- 臺中市立中山國民中學